# Rondeau M482

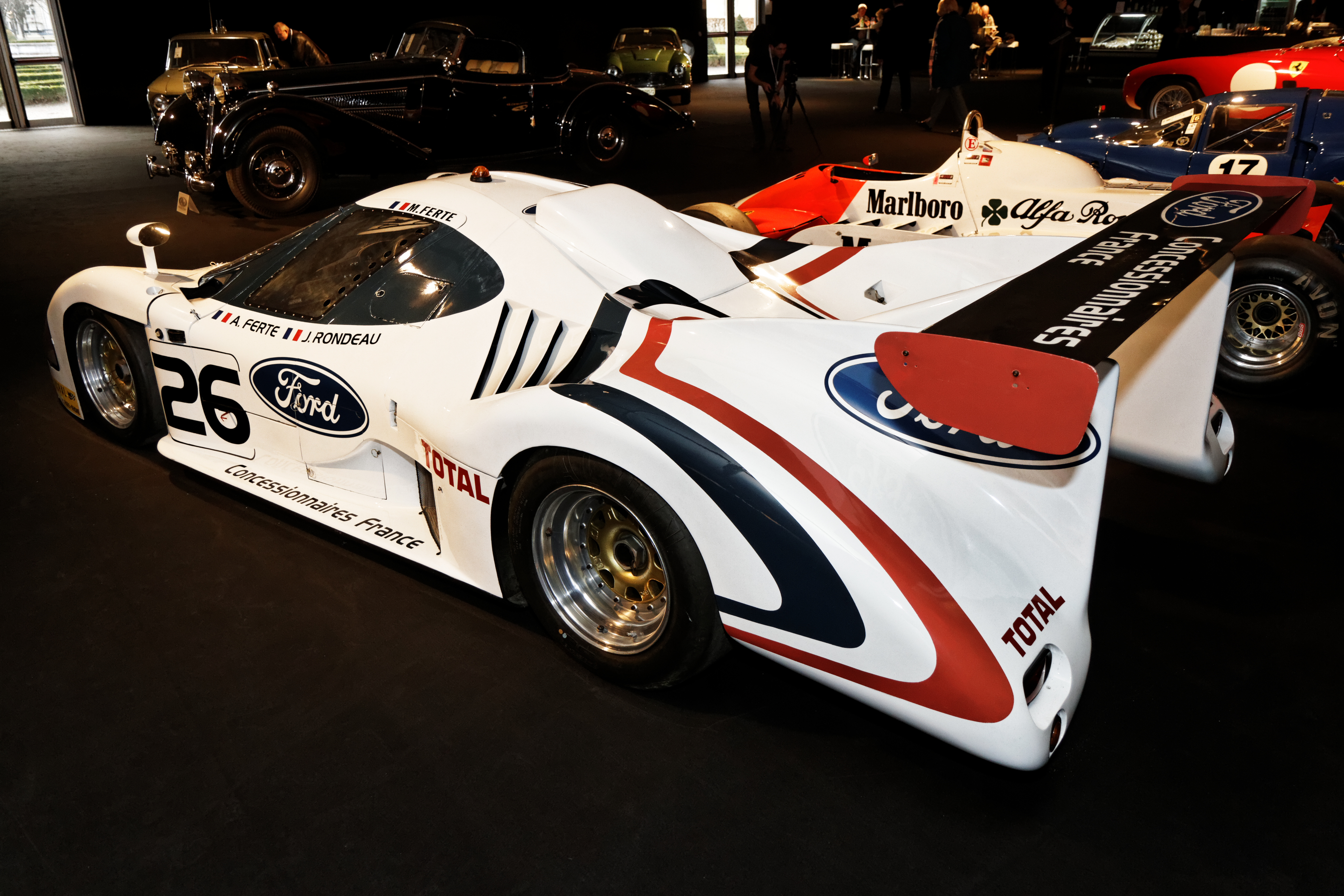
Rondeau M482

La Rondeau M482 è una vettura sport prototipo da competizione costruita a partire dal 1982 dalla Automobiles Jean Rondeau utilizzata fino al 1987 per partecipare alla 24 ore di Le Mans.